# Championnat du Népal de football 2019-2020
Navigation
Saison précédente Saison suivante
La saison 2019-2020 du Championnat du Népal de football est la quarante-cinquième édition de la Martyr's Memorial A-Division League, le championnat de première division au Népal. Les quatorze formations sont réunies au sein d'une poule unique où elles s'affrontent une seule fois au cours de la saison. Les rencontres sont disputées au Stade Dasarath Rangasala à Katmandou et au Complexe ANFA à Lalitpur. 
Le Machhindra Football Club remporte son premier titre de champion, seul le club de l'armée, Nepal Army Club, a une licence pour la Coupe de l'AFC 2021 il représente donc le pays dans cette compétition.

## Les clubs participants
- Brigade Boys Club
- Manang Marsyangdi Club
- Nepal Army Club
- Népal Police Club
- Three Star Club
- Nepal Armed Police Force Team
- New Road Team
- Chyasal Youth Club
- Friend's Club
- Himalayan Sherpa Club
- Jawalakhel Youth Team
- Machhindra Football Club
- Sankata Boys Sports Club
- Saraswati Youth Club

## Compétition
Le barème de points servant à établir le classement se décompose ainsi :
- Victoire : 3 points
- Match nul : 1 point
- Défaite : 0 point

### Classement
| Rang | Équipe                        | Pts | J  | G | N | P  | Bp | Bc | Diff |
| ---- | ----------------------------- | --- | -- | - | - | -- | -- | -- | ---- |
| 1    | Machhindra FC                 | 7   | 13 | 1 | 4 | 8  | 11 | 24 | -13  |
| 2    | Nepal Army Club               | 29  | 13 | 9 | 2 | 2  | 21 | 7  | +14  |
| 3    | Manang Marsyangdi ClubT       | 28  | 13 | 8 | 4 | 1  | 20 | 8  | +12  |
| 4    | Three Star Club               | 26  | 13 | 8 | 2 | 3  | 18 | 9  | +9   |
| 5    | Népal Police Club             | 20  | 13 | 6 | 2 | 5  | 15 | 12 | +3   |
| 6    | Jawalakhel Youth Team         | 19  | 13 | 5 | 4 | 4  | 10 | 9  | +1   |
| 7    | Sankata Boys Sports Club      | 18  | 13 | 5 | 3 | 5  | 17 | 17 | 0    |
| 8    | New Road Team                 | 15  | 13 | 5 | 2 | 6  | 14 | 14 | 0    |
| 9    | Chyasal Youth Club            | 15  | 13 | 4 | 3 | 6  | 13 | 17 | -4   |
| 10   | Himalayan Sherpa Club         | 14  | 13 | 3 | 5 | 5  | 15 | 18 | -3   |
| 11   | Friend's Club                 | 14  | 13 | 4 | 2 | 7  | 12 | 19 | -7   |
| 12   | Nepal Armed Police Force Team | 9   | 13 | 2 | 3 | 8  | 15 | 21 | -6   |
| 13   | Brigade Boys Club             | 9   | 13 | 2 | 3 | 8  | 5  | 15 | -10  |
| 14   | Saraswati Youth Club          | 4   | 13 | 1 | 1 | 11 | 10 | 36 | -26  |

|  | Qualification pour la Coupe de l'AFC 2021 |
|  | Relégation en deuxième division           |
|  | T : Tenant du titre                       |

- Machhindra FC a une pénalité de un point, New Road Team une pénalité de deux points qui résultent de leur classement la saison précédente.
- Nepal Army Club est le seul club à avoir une licence AFC, le club est qualifié pour la phase de qualification de la Coupe de l'AFC 2021.

## Bilan de la saison
| Championnat du Népal de football 2019-2020 |                                      |
| Champion                                   | Machhindra Football Club (1er titre) |
| Qualifications continentales               |                                      |
| Coupe de l'AFC 2021                        | Nepal Army Club (tour préliminaire)  |
| Promotions et relégations                  |                                      |
| Promus en A Division League                |                                      |
| Relégués en B Division League              | Saraswati Youth Club                 |